# Хеммерс, Кор
Кор Хеммерс (24 августа 1956, Бреда, Нидерланды) — голландский тренер боевых искусств, воспитавший многих чемпионов мира по муай-тай, кикбоксингу и смешанным единоборствам. Благодаря успехам своих воспитанников Кор считается одним из самых успешных тренеров в истории мирового кикбоксинга.

## Биография
Хеммерс родился в голландском городе Бреда 24 августа 1956 года. После окончания школы поступил в университет по специальности «математика».
Боевыми искусствами будущий тренер с мировым именем начал заниматься с 6 лет. Хеммерс ходил на дзюдо до 15 лет. Потом Кор занялся киокусинкай. В 20 лет Хеммерс начал выступать на соревнованиях. В восьмидесятые годы в Голландии набирал огромную популярность кикбоксинг, и Кор последовал моде. Его послужной список в этом виде спорта — 25 побед, 3 поражения и одна ничья. Помимо кикбоксинга он выступал по боксу и пинчак силат.
Позже работал в страховой компании, в которой впоследствии стал членом правления. В 1984 году он ушел из бизнеса и открыл свой спортивный зал. С 1990 года Кор начал заниматься промоутерской деятельностью и открыл компанию Oriental Fight Promotions, которая проводила турниры и производила видео контент.
Будучи сам спортсменом, выступавшим по разным видам боевых искусств, Хеммерс создал свою собственную методику подготовки бойцов, которая впитала в себя все лучшее из разных стилей. Эту методику он опробировал на, пожалуй, самом великом своем достижении, своем ученике — Рамоне Деккерсе, который стал восьмикратным чемпионом мира по тайскому боксу.Помимо чисто спортивных взаимоотношений Хеммерс стал его отчимом. Помимо Деккерса Кор воспитал ещё 13 чемпионов мира по муай-тай.
Среди его учеников: Рамон Деккерс, Алистар Оверим, Бас Рютен, Сэмми Схилт, Гекхан Саки, Сергей Харитонов, Никки Хольцкен, Руслан Караев, Стефан Леко, Халид Араб и др. В разное время под руководством Хеммерса тренировались такие звезды боевых искусств как Петер Аэртс, Рик Руфус, Роб Каман и Энди Хуг.
В 2012 году Кор прекратил заниматься преподавательской деятельность и занял высокий пост в мировом кикбоксинг промоушен Glory. Свой вклад в развитие ударных видов спорта Хеммерс не ограничил только воспитанием спортсменов. Будучи математиком по образованию, он разработал и внедрил свою собственную систему оценки боев, которую используют на турнирах Glory и на других международных соревнованиях. Основная задача механики рейтинга — стимулировать бойцов побеждать нокаутами, что делает турниры более зрелищными.

## История Hemmers Gym
Клуб, в котором впоследствии выросло много выдающихся бойцов, был открыт Кором Хеммерсом в 1984 году в городе Бреда. Первым залом в этом городе был клуб Maeng Ho. В нём тренировалась одноимённая команда, в которой делал свои первые шаги на профессиональном поприще Кор Хеммерс в качестве спортсмена. Её пионерами были Рамон Деккерс, Дюк Нгуен, Майкель Лайуфат, Киз Беземс, Сильвио Циммерман, Жерар ван Тилборг, Марсель Вилле. После полутора лет существования количество спортсменов разрослось и потребовалось расширение площади для тренировок. Новый зал назвали Gym Hemmers Maeng-Ho. К тому моменту команда бойцов увеличилась за счет таких спортсменов, как Люк Верхейен, Ноэль ван ден Хеувель, Андре Массажер, Деннис Краувил, Уильям ван Росмален, Бас Руттен, Питер Смит, Спиридон, Йилмаз, Даниэле Сомерс, Гарольд Хаген, Джеральд Зване, Фарит Эль Мусауи и др. Все они стали чемпионами Голландии, Европы и мира.
Зал Хеммерса быстро стал одним из лучших в Нидерландах и был известен своими бойцами. В конце 90-х Кор решил продолжить работу только с профессиональной командой, и зал был продан. Он стал арендовать место под тренировки у нового владельца. Идея состояла в том, чтобы профессиональная команда всегда могла пополняться молодыми талантами из его бывшего зала.
В 1998 году клуб сгорел вместе со многими трофеями, которые хранились в нём. Временно тренировки переместились в боксерский зал The Bredase Ring. Многие ветераны уже покинули клуб, и Кор продолжал заниматься с небольшой командой профессиональных спортсменов. К тому моменту Рамон Деккерс хотел завершать карьеру, и Хеммерс был намерен продолжать дело до этого момента. В это время Кора — на тот момент уже промоутера и организатора боев — пригласили вместе с Басом Буном (его партнером по Oriental Fight Promotions) организовать турнир по смешанным единоборствам на Арубе. Именно там у компаньонов созрела идея создания зонтичной компании для профессиональных бойцов. Несколько недель спустя Кора сподвигли начать тренировать команду по смешанным единоборствам. Первым его подопечным становится американец Хит Херринг. Позднее к команде присоединяются Сэмми Скхилт, Сергей Харитонов, Халид Араб и другие знаменитые бойцы. С тех пор начинает свое существование команда Golden Glory. Одновременно свой последний бой проводит Рамон Деккерс. С 2002 по 2012 команда Golden Glory приобретает мировую известность. Кор решает создать зал и для Рамона. Появляется две команды — Глори и Team Dekkers. Ник Хеммерс — младший брат Рамона и сын Кора, которому на тот момент был 21 год начинает вести младшую группу в новой команде. После того как Деккерс решил сконцентрироваться на проведении семинаров по миру, Ник берет шефство над его группой и тем самым перезапускает историю Hemmers Gym. Клуб стал главной кузницей кадров для Golden Glory. Команду назвали Team of Cor Hemmers. В 2012 Golden Glory продают группе инвесторов, которая решила создать новый бренд в мире кикбоксинга. Кор Хеммерс согласился помочь покупателям в развитии промоушена. Его сын остался на тренерском посту. Теперь его зал стал называться — Hemmers Gym Golden Glory. Помимо Бреды филиалы зала расположены в Амстердаме и Бразилии.

## Ученики Кора Хеммерса

### Рамон «Бриллиант» Деккерс
Восьмикратный чемпион мира по муай-тай. Первый иностранец, которого признали бойцом года в Таиланде. Провел 50 поединков в королевстве — некоторые из которых проиграл, некоторые выиграл. Основной проблемой в противостоянии Деккерса с тайскими бойцами были специфические правила, принятые на родине этого вида спорта. За удары руками, которые являлись козырем в его арсенале, судьи начисляли мало очков — в то время как за удары локтями, коленями и ногами давали значительно более высокие оценки. Рамон побеждал многих легендарных чемпионов королевства и пользовался огромной популярностью в Таиланде. Его отличал бескомпромиссный характер и готовность биться где угодно и когда угодно. Статистика Деккерса — 210 боев, 185 побед, 20 поражений и 5 ничьих. Кор являлся отчимом Рамона. Деккерс умер от сердечного приступа в 2013 году.

### Сэмми Схилт
Этот человек четырежды побеждал в мировых чемпионатах по версии K-1. Три из четырёх побед он добился подряд — с 2005 по 2007 год. Подобного результата удавалось достичь только одному спортсмену кроме него — Эрнесто Хосту. Ещё одно уникальное достижение Сэмми — он единственный в истории дрался во всех топовых промоушенах — K-1, PRIDE, UFC и Pancrase. Схилт обладает внушительными габаритами — его рост 210 см, а вес −116 кг.

### Бас Рюттен
Чемпион Pancrase в абсолютной весовой категории и чемпион UFC в тяжелой весовой категории. Культовый боец, оказавший огромное влияние на мир смешанных боевых искусств. Его послужной список — 28 побед, 4 поражения и 1 ничья. Рост 185 см, вес 93 кг. После окончания спортивной карьеры стал популярным комментатором единоборств.

### Алистар Оверим
Боец по прозвищу «Разрушитель». Победитель турниров Strikeforce, Dream, мирового гран-при K-1. В 2010 и 2011 годах признавался международным бойцом года. Рост 193 см, вес 120 кг.